# Plac Krakowski (Gliwice)

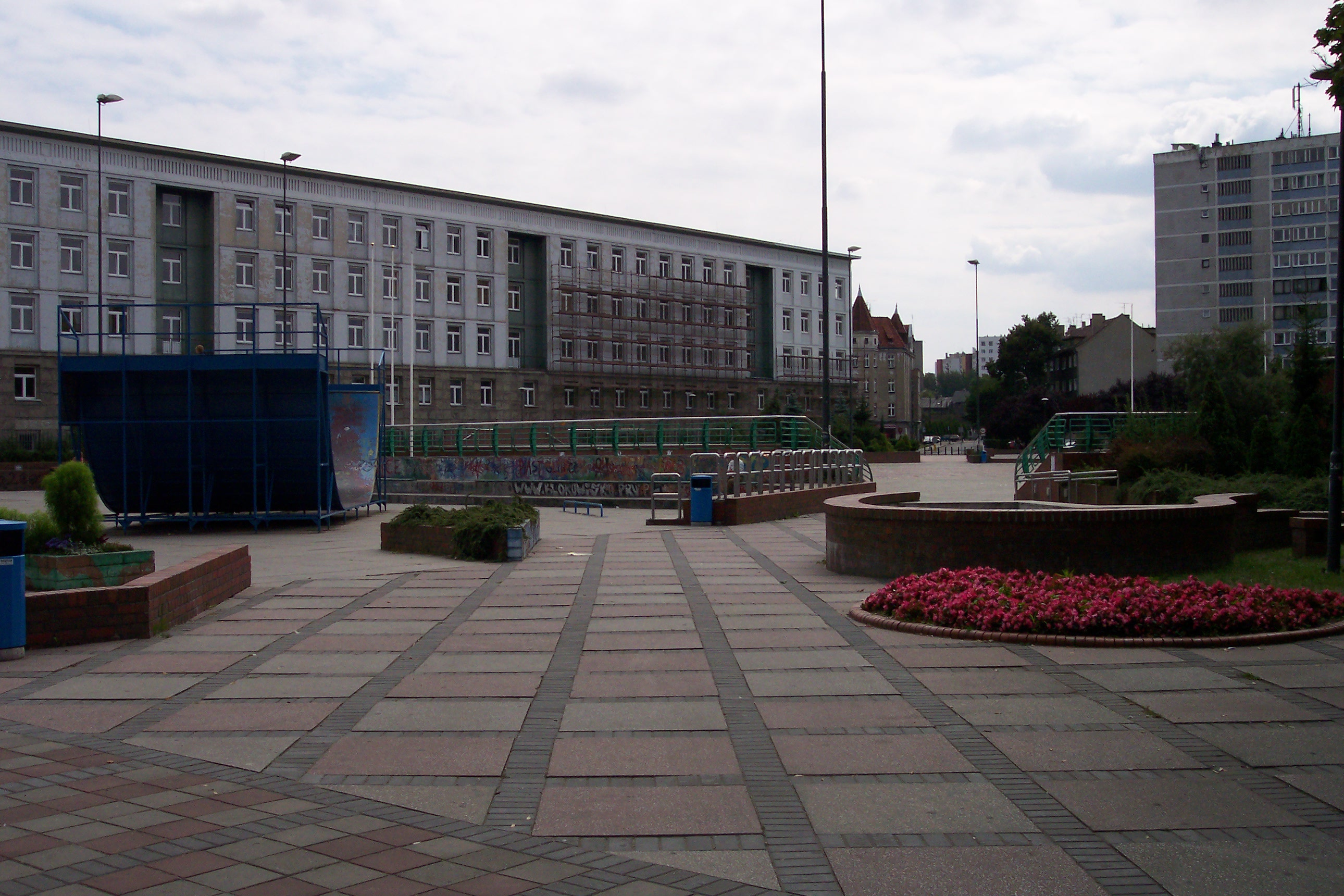
Der Plac Krakowski (2007)

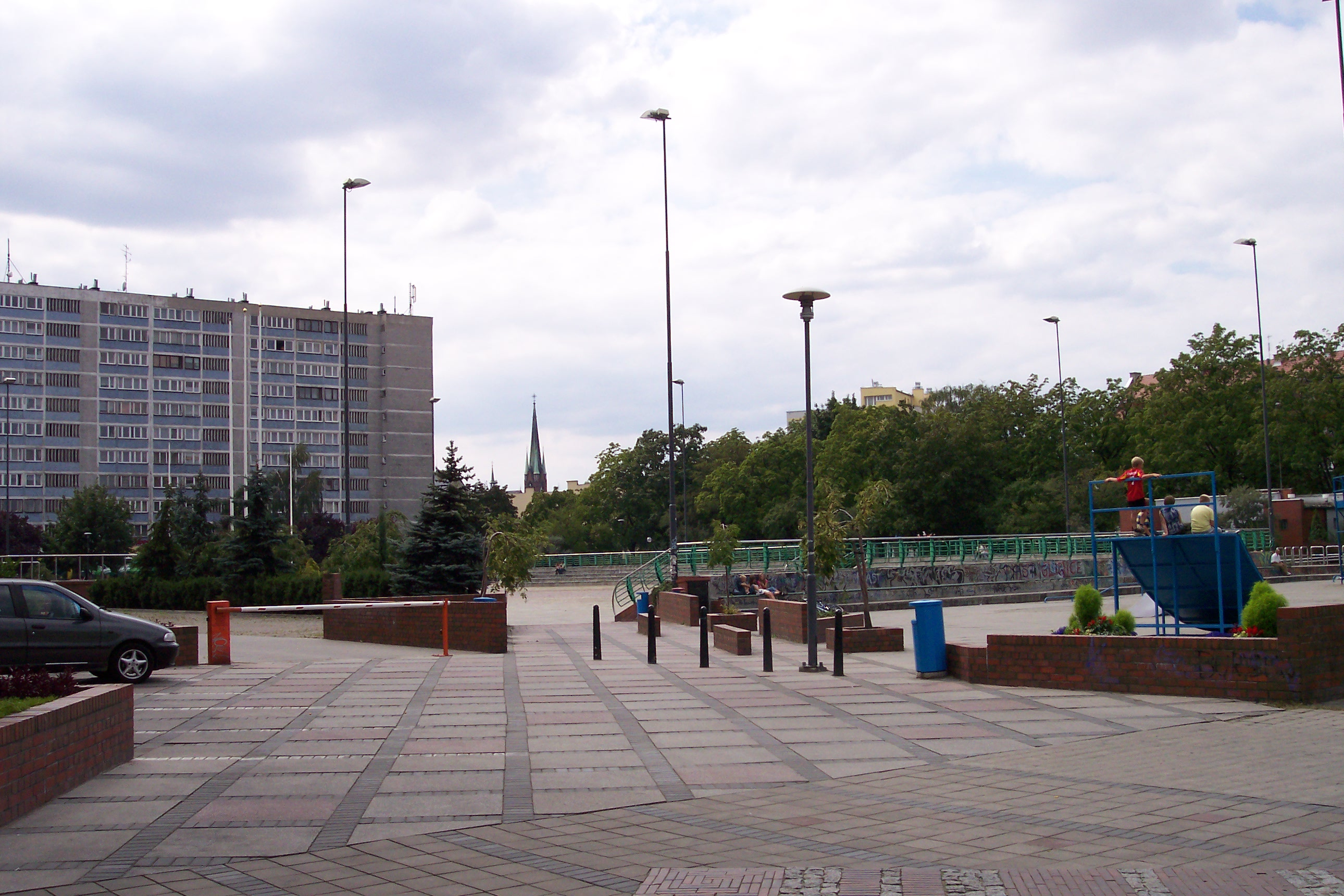
Blick in Richtung Westen (2007)

Der Plac Krakowski (dt.  Krakauer Platz) ist ein Platz in Gliwice. Der Platz wird regelmäßig für öffentliche Veranstaltungen und Konzerte genutzt. Auf dem Platz befinden sich auch einer der Skateparks der Stadt sowie eine Bühne. Jährlich wird auf dem Platz der Europatag gefeiert.

## Lage
Der Plac Krakowski befindet sich im Osten der Stadt im neuen Stadtteil Politechnika, der nach der Schlesischen Technischen Universität (Politechnika Śląska) benannt ist. Um den Platz befinden sich mehrere Gebäude der Universität; gegenüber liegt das Teatr X. Am Platz verlaufen die Ulica Wrocławska (Breslauer Straße), Ulica Łużycka ("Lausitzer Straße", ehem. Heinitzstraße) und Ulica Akademicka ("Akademiestraße", ehem. Kattowitzer Allee).

## Geschichte
Im Bereich des Krakauer Platzes befand sich bis ins 19. Jahrhundert der Teich Kloppot. Nach dessen Trockenlegung fand auf dem Gelände der Rossmarkt statt (Pferdemarkt). Später erhielt das Gelände den Namen Krakauer Platz, da sich der Platz im Osten der Stadt befand, also in Richtung der Stadt Krakau.
In den 1920ern wurde der Platz bereits vielseitig als Veranstaltungsort genutzt. Hier wurden monatlich der größte Pferdemarkt Oberschlesiens abgehalten, unterschiedliche Versammlungen und Verkündigungen abgehalten und der Platz wurde auch als Rummelplatz genutzt, bei dem eine Achterbahn zu den Attraktionen gehörte. Mit der steigenden Wohnungsnot in Gleiwitz wurden am Krakauer Platz Baracken errichtet. Zwischenzeitlich waren auch Roma am Platz sesshaft. Südöstlich des Platzes befand sich ein Sportplatz.
Der Krakauer Platz war einer der Plätze und Straßen in Gleiwitz, die ab 1945 keinen komplett neuen Namen erhielten. Der Name des Platzes, der nach der polnischen Stadt Krakau benannt wurde, wurde lediglich ins Polnische übersetzt.
Ab 1945 wurde auf einem Teil des Platzes die Technische Universität erbaut, wodurch der Platz verkleinert wurde.